# Zagrebačka Banka
La Zagrebačka Banka est un établissement bancaire croate faisant partie du CROBEX, le principal indice boursier de la bourse de Zagreb. Fondée en 1914, elle est la principale banque du pays.